# Maria Maricich
Maria Maricich (* 30. März 1961 in Sun Valley, Idaho) ist eine ehemalige US-amerikanische Skirennläuferin.
Das beste Weltcupergebnis der US-Amerikanerin, deren Großeltern einst aus Kroatien in die USA einwanderten, ist ein 2. Platz, den sie 1983 mit der hohen Startnummer 40 in der ersten Abfahrt in Megève (FRA) erreicht hat. Auf der gleichen Strecke erreichte sie ein Jahr später einen 9. Platz, diese Plätze bedeuteten ihre besten Ergebnisse im Weltcup. Bei den Olympischen Winterspielen 1984 in Sarajevo (damals Jugoslawien) belegte Maricich im Abfahrtslauf einen 19. Platz. Ihre Karriere beendete sie mit einem 11. Platz in der 2. Weltcupabfahrt von Mont Sainte Anne (CAN) am Ende der Saison 1983/84. 
Des Weiteren war sie zweifache US-Meisterin in der Abfahrt.    